# Guci (Indrajaya)
Guci is een bestuurslaag in het regentschap Pidie van de provincie Atjeh, Indonesië. Guci telt 275 inwoners (volkstelling 2010).